# Hans-Peter Zaugg
Pour les articles homonymes, voir Zaugg.
Hans-Peter « Bidu » Zaugg, né le 2 décembre 1952 à Berne, est un joueur et entraîneur suisse de football. C'est depuis 2013 l'entraîneur du FC Biel-Bienne, qui évolue en Challenge League, la deuxième division suisse.

## Palmarès
- Vainqueur du Championnat de Suisse 2000-2001 avec le Grasshopper Club Zurich